# شهرستان بارنت (ویسکانسین)
شهرستان بارنت، ویسکانسین (به انگلیسی: Burnett County, Wisconsin) یک سکونتگاه مسکونی در ایالات متحده آمریکا است که در ویسکانسین واقع شده‌است.

## خصوصیات
شهرستان بارنت ۲٬۲۷۹٫۲ کیلومترمربع مساحت دارد.